# Teufelspitze
Die Teufelspitze, auch Teufelspitz, ist ein 2813 m ü. A. (laut ÖK 2848 m ü. A.) hoher Berggipfel im Tauernhauptkamm der Granatspitzgruppe im Norden Osttirols bzw. Südosten Salzburgs. Die Erstbesteigung erfolgte am 21. Juli 1926 durch W. Brandenstein, Henriette Hurych und F. Waldmann über den Südanstieg.

## Lage
Die Teufelspitze ist eine schmale Gipfelschneid im nördlichen Zentralbereich der Granatspitzgruppe. Er befindet sich am Tauernhauptkamm an der Landesgrenze zwischen Tirol im Südwesten und Salzburg im Nordosten bzw. an der Grenze zwischen den Gemeinden Matrei in Osttirol und Mittersill. Die Teufelspitze liegt zwischen dem Riegelturm 2740 m ü. A. im Westen und dem Riegelkopf 2920 m ü. A. im Südsüdosten, wobei die Teufelspitze vom Riegelturm durch die Riegelturmscharte 2670 m ü. A. getrennt ist. Östlich der Teufelspitze liegt der Amertaler See.

## Aufstiegsmöglichkeiten
Für den Aufstieg über den Südanstieg wird die Riegelturmscharte südlich nach Osten umgangen, wobei der Aufstieg in einer Rinne links der Südostkante erfolgt (UIAA III-). Eine weitere Klettervariante bietet die auch als Teufelskante bezeichnete Nordostkante, die erstmals am 6. August 1931 von R. Klose und F. Liederer erklettert wurde. Hierzu steigt man vom Schoppmanntörl nach Osten ins Finsterkar zum Fuß der Nordostkante ab und steigt unter anderem über eine Blockrinne und einen Kamin in die Scharte zwischen Vor- und Hauptgipfel auf (UIAA IV-).